# Tropidosteptes turgidulus
Tropidosteptes turgidulus är en insektsart som beskrevs av Bliven 1973. Tropidosteptes turgidulus ingår i släktet Tropidosteptes och familjen ängsskinnbaggar. Inga underarter finns listade i Catalogue of Life.